# Cato Guldberg

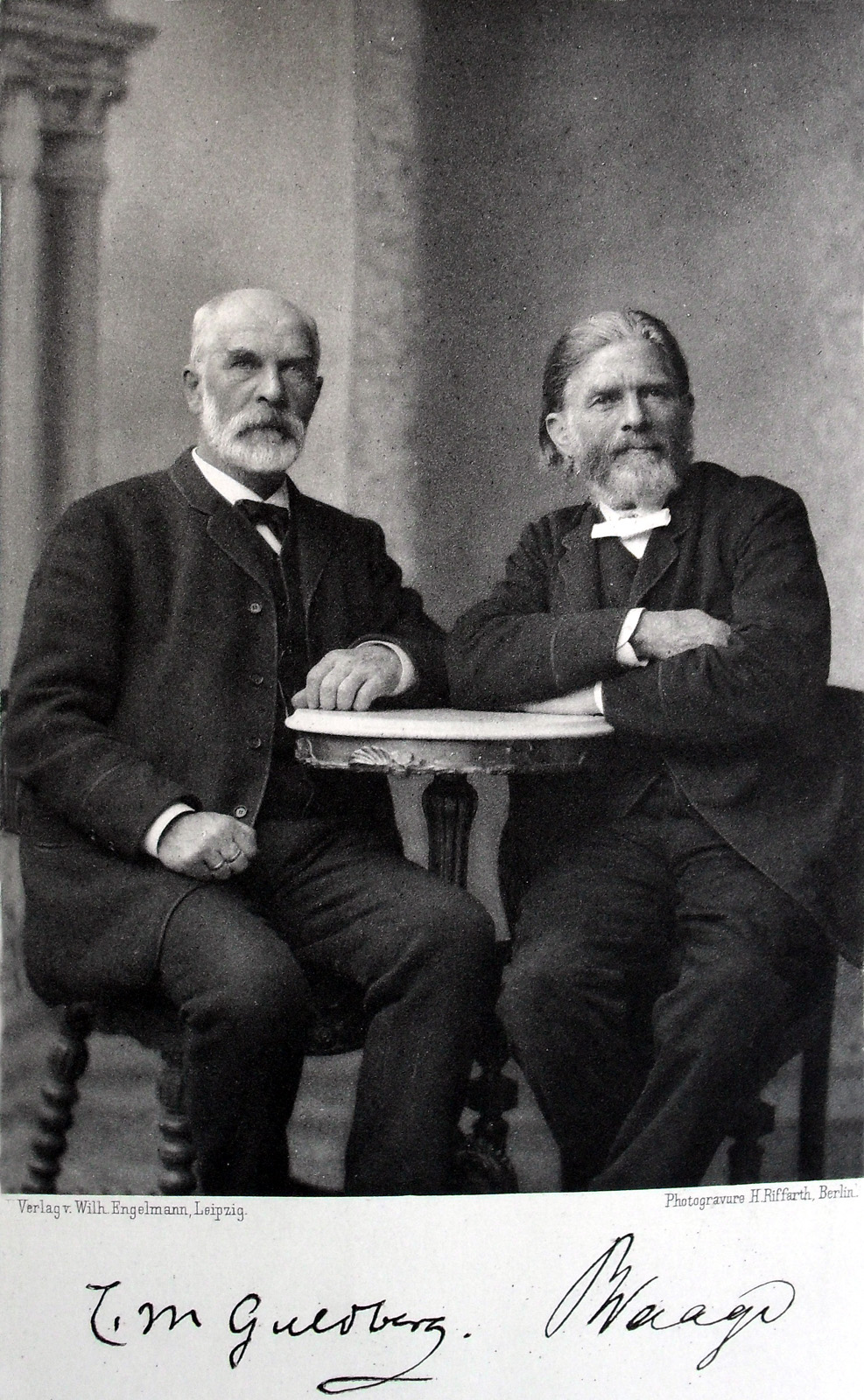
Guldberg och Waage.

Cato Maximilian Guldberg, född den 11 augusti 1836 i Kristiania (nuvarande Oslo), död där den 14 mars 1902, var en norsk matematiker och kemist, mest känd för att tillsammans med Peter Waage ha formulerat Guldberg-Waages lag. Han var son till Carl August Guldberg samt bror till Axel, Cathinka och Gustav Guldberg.
Guldberg blev student 1854 och avlade reallärarexamen 1859, sedan han samma år erhållit kronprinsens guldmedalj för besvarandet av universitetets matematiska prisuppgift, blev 1867 universitetsstipendiat och utnämndes 1869 till professor i tillämpad matematik. Vid Uppsala universitets jubelfest 1877 blev han filosofie hedersdoktor. Åren 1863–1873 var Guldberg huvudredaktör för Polyteknisk tidsskrift, som innehåller flera värdefulla avhandlingar av honom, 1875 blev han sekreterare i den norska avdelningen av Letterstedtska föreningen, och 1878 valdes han till preses i Kristiania videnskabsselskab. Han var en av Norges mest produktiva författare inom matematikens område. Han författade bland annat utmärkta läroböcker i stereometri, trigonometri och analytisk geometri samt Kortfattet fremstilling af den mekaniske varmetheori (1868). Tillsammans med Peter Waage utgav han Études sur les affinités chimiques (1867) och tillsammans med Henrik Mohn Études sur les mouvements de l'atmosphère (1876 och 1880), vilka avhandlingar trycktes i nämnda års universitetsprogram.